# Martin Lersch

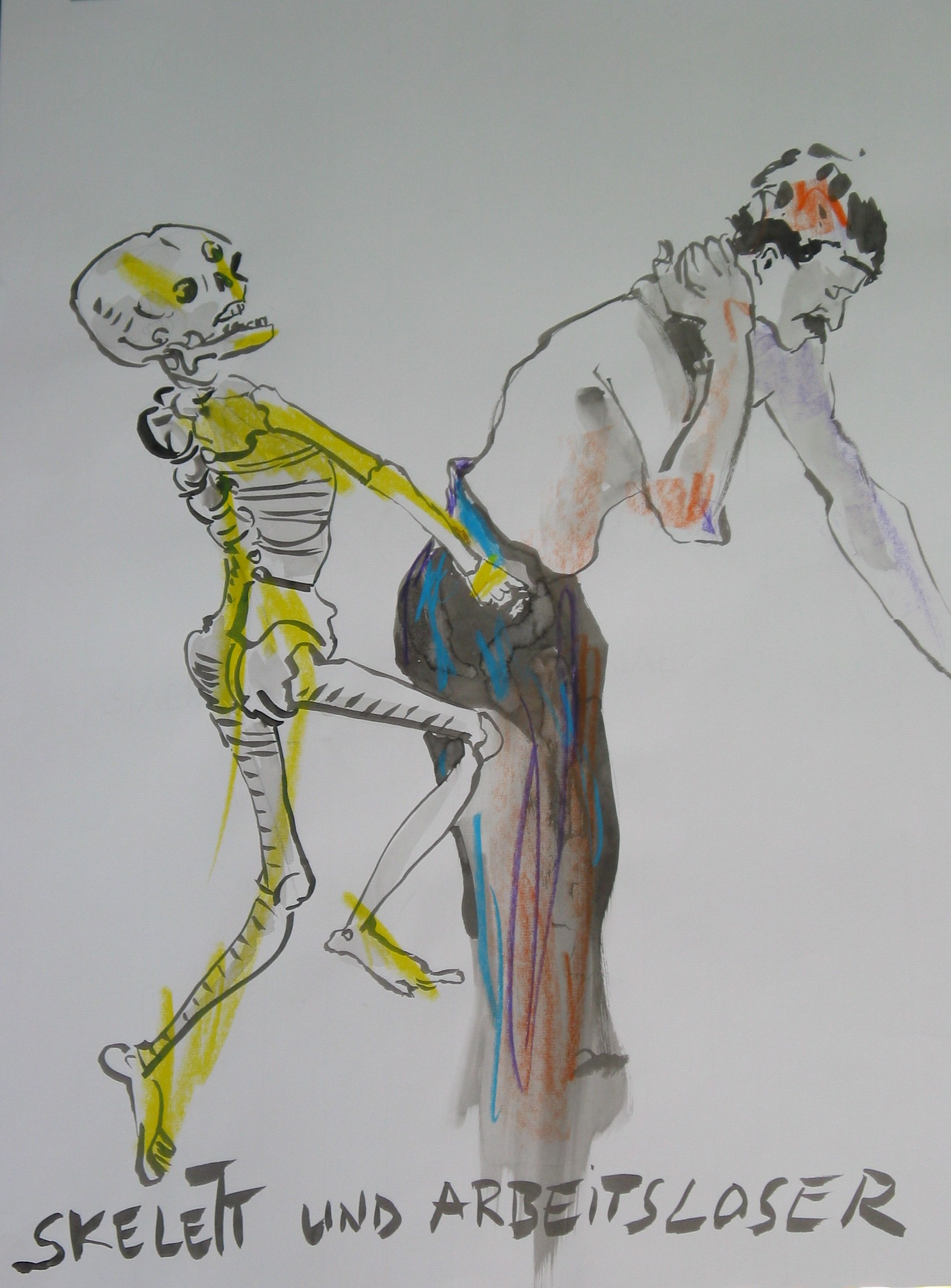
Martin Lersch: Skelett und Arbeitsloser

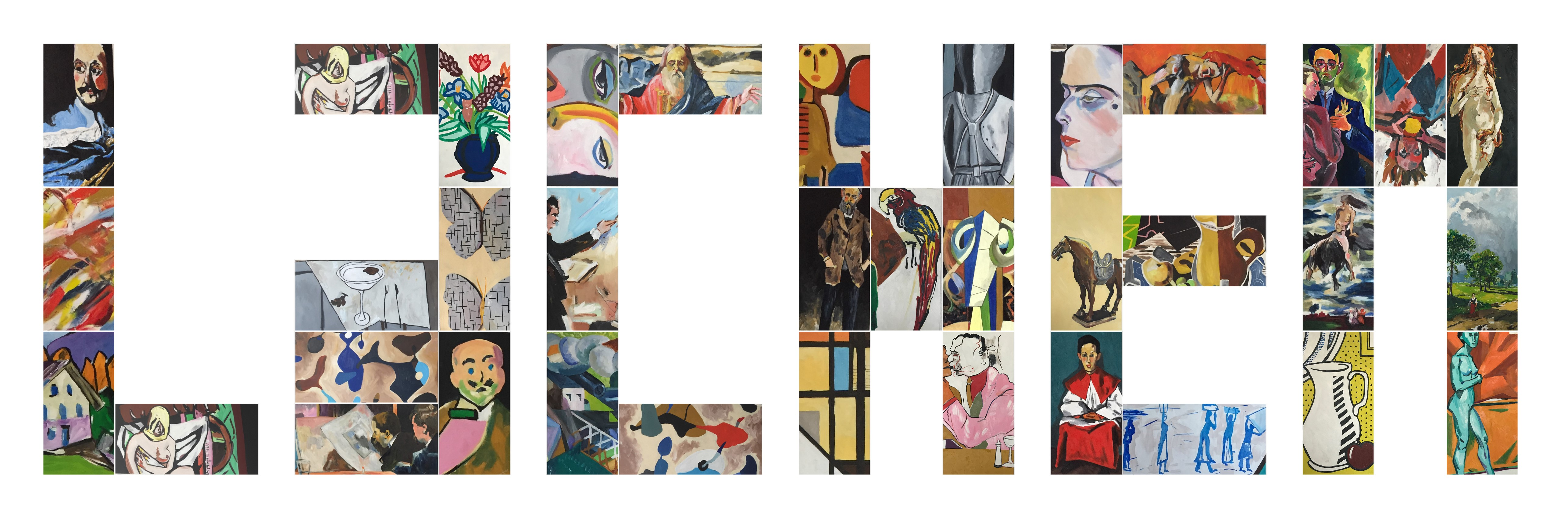
Martin Lersch: LACHEN 2014-2019, Öl auf Papier, ca. 200 × 600 cm

Martin Lersch (* 5. April 1954 in Mönchengladbach) ist ein deutscher Zeichner, Illustrator, Maler und Musiker.

## Leben

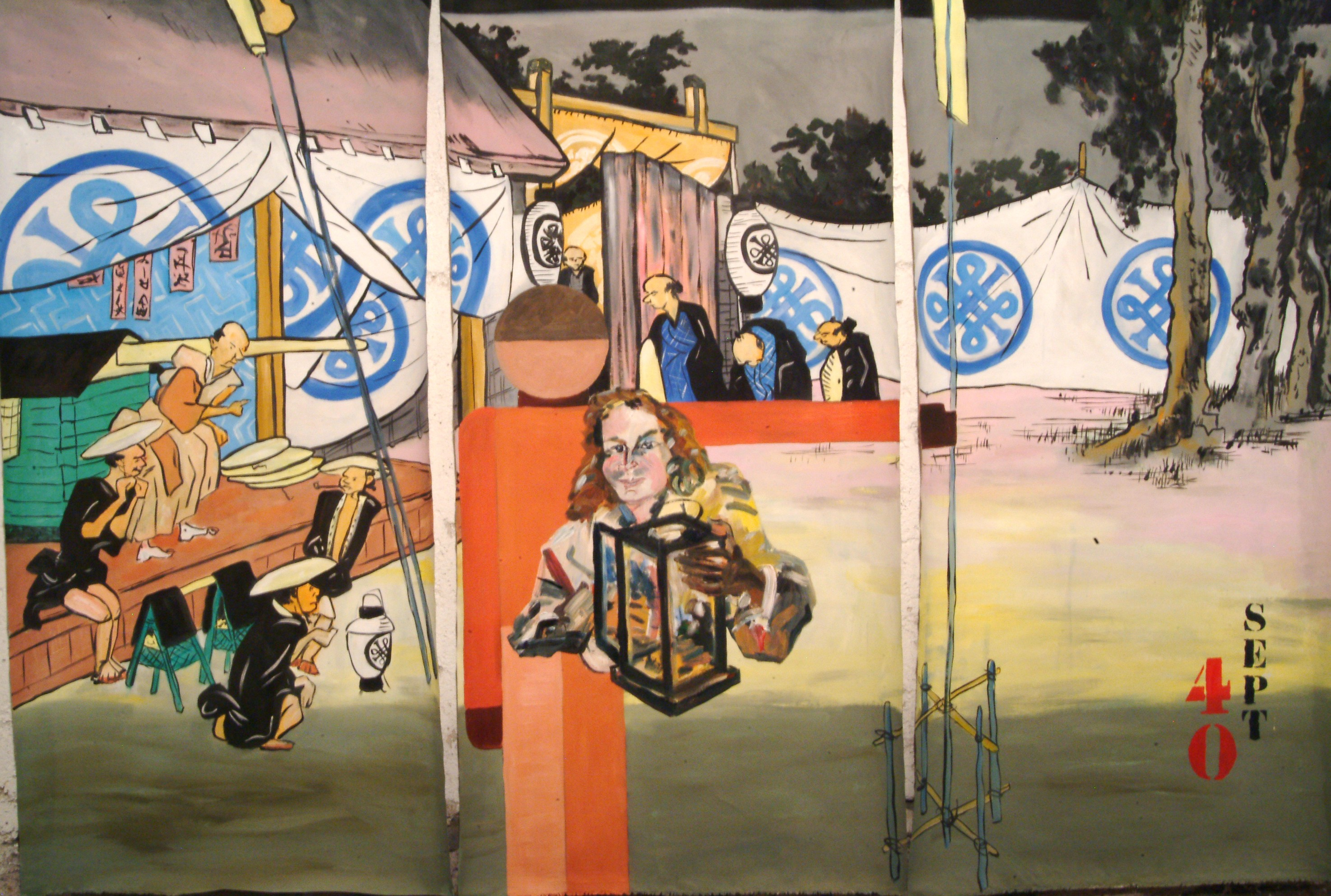
Martin Lersch: Seki, Öl auf Nessel (2002)

Martin Lersch (ein Enkel des Arbeiterdichters Heinrich Lersch) studierte von 1971 bis 1973 Design an der Fachhochschule Niederrhein Krefeld und im Anschluss daran bis 1976 Illustration an der Folkwangschule Essen. Er erhielt mehrere Stipendien (zum Beispiel 1980 vom Deutsch-französischen Jugendwerk, 1986 Kreativitätsstipendium des Regionalrates Pays de la Loire und 2006 Turm-Stipendium Geldern). Lersch wohnte immer wieder für längere Zeit in Frankreich und betätigte sich neben seiner Arbeit als Zeichner, Illustrator und Maler auch in den Bereichen Bühnengestaltung, Buchproduktion und Musik-Performance (Klarinette, Gitarre, Elektronikinstrumente und Kinderspielzeug). Lersch führt seit langem Kunst- und Musikprojekte in Bibliotheken, Museen, Gefängnissen sowie mit französischen und deutschen Schulklassen durch, z. B. zusammen mit der Mezzosopranistin Gesine van der Grinten bei der Ensemblia 2007. Von 1994 bis 2007 war er Mitarbeiter an der von Erik Martin herausgegebenen Jahresschrift für Literatur und Grafik Muschelhaufen.
Der verheiratete Martin Lersch lebt und arbeitet in Goch.

## Zitat
„Übergreifendes Merkmal der Ausstellungen von Martin Lersch ist sein gezielter Rückgriff auf den unerschöpflichen Bilderfundus der Kunstgeschichte, den er erzählerisch in seine Arbeiten einfließen lässt. Entweder nach den Originalen oder über Reproduktionen der Kunstwerke, wie sie ungezählt in Form von Postkarten, Katalogen, Kalenderblättern u.a.m. verfügbar sind, entwickelt der Künstler in Malerei, Zeichnung und gelegentlich Collage eigenständige Arbeiten, die nicht als Kopien angelegt sind. Vielmehr orientiert sich Martin Lersch an aussagekräftigen Details der Vorlagen, wie Hände, Häuser, Tiere, Heiligenfiguren, Musikinstrumente etc., die er mit geübtem Strich nachzeichnet und koloriert, um sie anschließend themenbezogen zu bündeln.“

## Werke

### Eigene Bücher, Ausstellungskataloge
- Zur Kunstgeschichte des 20. Jahrhunderts. Kaiser-Wilhelm-Museum, Krefeld 1979
- Paletten. Städtisches Museum Abteiberg, Mönchengladbach 1982
- Zur Kunstgeschichte. Bauen und Fliegen. Krefelder Kunstverein 1987
- in Bezug auf… Pfalzgalerie. Kaiserslautern 1989, ISBN 3-89422-000-7
- La vie de Marie de Médicis d'après Rubens. Das Leben der Maria Medici nach Rubens. (Zusammen mit Helge Drafz; Text dt. und franz.) P. A. C. A., Angers 1989, ISBN 2-907334-04-2
- à propos de Minna. une interpretation cynique du phénomène amoureux. Galerie de Prêt / Nouveau Théâtre d’Angers 1990
- In Frechheit verliebt. ADELI. Seiches-Sur-Le-Loir 1990. ISBN 2-908-908-00-8
- Wo sind die Liebespaare? Frauen und Männer, gezeichnet von Martin Lersch. Galerie Fochem, Krefeld 1991, ISBN 3-928668-13-7
- Von der Schwanenburg zur Enteninsel. Städtisches Museum Haus Koekkoek, Kleve 1992
- Martin Lersch. Folgenreiche Bilder. Institut für Kunstgeschichte an der RWTH Aachen, 1994, ISBN 3-921955-21-1
- Le musée imaginaire de Martin Lersch. Une correspondance imaginaire entre Henri Matisse et Auguste Herbin. Musée Matisse, Le Cateau-Cambrésis 1996
- Caminos. Images: Martin Lersch, Texte: Anita Lebray. Angers 1997, ISBN 2-908908-04-2
- Wilhelmshaven zur Zeit. Ein Buch zur Stadtgeschichte. Galerie M. Wilhelmshaven 2000
- Sur les traces de Matisse. Martin Lersch Dessine. Musée Matisse, Le Cateau-Cambrésis 2001, ISBN 2-907545-31-0
- Pour sortir de la crise politique. La Flèche (Frankreich) 2005
- Le Tôkaidô de Hiroshige. Editions Expressions contemporaines. 2005, ISBN 2-909166-15-5
- PS Bourlesques Storys. Museum Goch (Hrsg.), Goch 2008
- Hesses Klingsor gezeichnet, Museum Goch (Hrsg.), Goch 2011
- Schreiben – Freunde – Familie, Heinrich Lersch 1889–1936, Pagina Verlag und Martin Lersch, Goch
- Martin Lersch’s Bilder zu Theodeor Storm’s Erzählungen, Pagina Verlag, Goch 2016
- J’AIME PICTURES MALEN, Pagina Verlag, Goch 2018
- Niederrheinkunst, Heimat und Duden, LVR-Niederrheinmuseum (Hrsg.), Wesel 2020

### Buchillustrationen
- Heinrich Lersch: Manni. Geschichten vom Jungen – aufgeschrieben vom Vater Heinrich Lersch. Diederichs, München 1989, ISBN 3-424-00993-8
- Erik Martin: Die schwierigen Jahre. Corvinus Presse, Berlin 1995, ISBN 978-3-910172-31-9
- Muschelhaufen. Jahresschrift für Literatur und Grafik. Viersen 1994–2007, ISSN 0085-3593
- Matthias Schamp: In den Berg hineinfressen. Gedichte. Corvinus Presse, Berlin, ISBN 3-910172-27-X
- Literatur am Niederrhein. Nr. 29/1994 und Nr. 36/1997. Düsselberg, Krefeld
- Thomas J. Hauck; Martina Moeller (Herausgeber): Die sehr schmerzliche Tragödie der Doña Inês de Castro. Focus, Gießen 1997, ISBN 3-88349-456-9
- Bernhard Bleske: Du selber machst die Zeit. Sassafras, Krefeld 2002, ISBN 3-922690-83-1
- Albert Vigoleis Thelen zum 100. Geburtstag. Grafikmappe zus. mit Thomas Huber und Thomas Virnich. einblatt, Viersen 2003
- Peter Klusen: Der Tod kostet mehr als das Leben. Kriminalgeschichten. Edition Trèves, Trier 2004, ISBN 3-88081-538-0
- Heinrich Heine zum 150. Todestag. Grafikmappe zusammen mit Felix Droese, Georg Ettl und Thomas Huber. einblatt, Viersen 2006

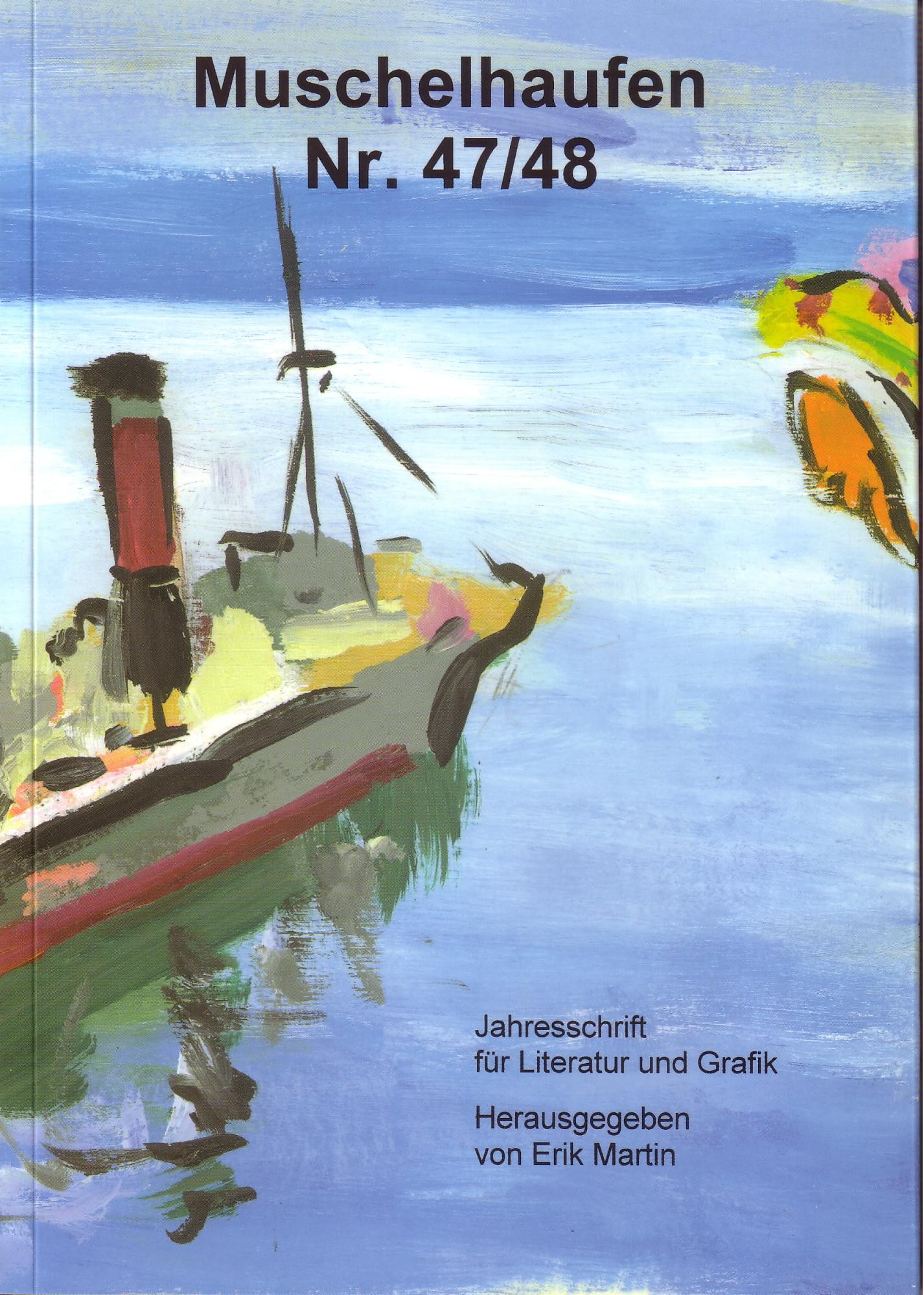
Umschlaggestaltung von Martin Lersch für die Jahresschrift Muschelhaufen

### Buchumschläge und CD-Cover
- Juni. Magazin für Kultur und Politik Nr. 2/1988. (Buchumschlag). Juni Verlag, Viersen 1988, ISSN 0931-2854
- Albert Vigoleis Thelen: Der Magische Rand. Eine abtriftige Geschichte. (Buchumschlag). Juni, Mönchengladbach 1989, ISBN 3-926738-06-5
- Albert Vigoleis Thelen: Poetische Märzkälbereien. Gesammelte Prosa. (Buchumschlag). Juni, Mönchengladbach 1990, ISBN 3-926738-15-4
- Muschelhaufen Nr. 47/48. Jahresschrift für Literatur und Grafik. (Buchumschlag). Viersen 2007, ISSN 0085-3593
- matt oder hochglanz. (CD-Cover). Dormagen 2005
- Wenn der Abend naht. (CD-Cover). Wachtendonk 2006
- Gustav Mahler. Sinfonie Nr. 4. (CD-Cover). Ensemble Niederrhein 2007

### Arbeiten in öffentlichen Sammlungen oder Einrichtungen (Auswahl)
- Stadtbibliothek, Viersen (Wandbild)
- Altenheim Maria Schutz, Krefeld (Flurgestaltung)
- Hauptschule Heinrich-Lersch in Mönchengladbach-Lürrip (Treppenhausgestaltung)
- Kunstmuseen Krefeld
- Städtisches Museum Abteiberg, Mönchengladbach
- Musée des Beaux-Arts, Angers (F)
- Stadtmuseum, Ratingen
- Museum Pfalzgalerie Kaiserslautern, Kaiserslautern
- Siegerland-Museum, Siegen
- Museum „Haus Koekkoek“, Kleve
- Museum Schloss Rheydt, Mönchengladbach
- Musée Tessé, Le Mans (F)
- Musèe Matisse, Le Cateau-Cambrésis (F)
- Museum Schloss Moyland, Bedburg-Hau
- Museum Goch

## Einzelausstellungen (Auswahl)
- 1982: Museum Abteiberg, Mönchengladbach
- 1992: Städtisches Museum Haus Koekkoek, Kleve
- 1996: Konrad Kramer Museum, Kempen
- 1996: Musée Matisse, Le Cateau-Cambrésis (Frankreich)
- 1998: Médiathèque, Orléans (Frankreich)
- 1999: Scène Nationale de Cherbourg (Frankreich)
- 2000: Museum Haus Rottels, Neuß
- 2001: Theodor Storm Literaturmuseum, Heilbad Heiligenstadt
- 2002: Galerie du Rire Bleu, Figeac (Frankreich)
- 2003: Museum Schloss Rheydt, Mönchengladbach
- 2004: Museum Goch, Goch
- 2004: Médiathèque Louis Aragon, Le Mans (Frankreich)
- 2005: Böll-Cottage. Illustration: Irisches Tagebuch. Achill Island (Irland)
- 2006: Städtische Galerie im Park Viersen
- 2007: Nordwolle Delmenhorst, Museum für Industriekultur
- 2007: Kunstinitiatief L5, Roermond (Niederlande)
- 2009: Siegerlandmuseum Oberes Schloss, Siegen
- 2010: Museum Forum ARENACUM, Kleve-Rindern
- 2011: Niederrheinisches Museum, Kevelaer
- 2012: Kultur- und Stadthistorisches Museum, Duisburg
- 2013: Galerie Löhrl, Mönchengladbach
- 2016: Museum M.A.C. House, Leusden (NL)
- 2017: Museum Forum ARENACUM, Kleve-Rindern
- 2019: Werretalhalle (mit Gesine Lersch), Löhne
- 2020: Museum Begas Haus, Heinsberg
- 2021: LVR-Niederrheinmuseum, Wesel